# Tjuvjakt (musikgrupp)
Tjuvjakt är ett svenskt band från Lidingö, Stockholm. Gruppen består av Fredrik "Woodz" Eriksson, Olle Grafström, Jesper Swärd, Arvid Lundquist och Kid Eriksson.

## Historik
Bandet bildades 2012. År 2013 släppte de sin första mixtape "Man ska vara seriös" och året efter den andra "Musik är ju kul". 2016 släppte gruppen sitt debutalbum "Välkommen till Mångata" och året efter kom det andra albumet "Pojkvän" som framförallt uppmärksammades för låten ”Tårarna i halsen”, som i nutid är deras mest spelade låt. 2018 släpptes albumet ”okokokokokokok” som bland annat innehåller låtarna ”G-unit och Canada Goose”, ”Tar det på krita” och ”Fyrverkeri”. 2019 kom i samarbete med gruppen estraden, singeln ”Vårt år”. Även senare samma år kom ett till samarbete med hiphopkollektivet Movits! vid namn ”Sodavatten”. 
Tidigare medlem var Jonathan Holmquist, men han slutade 2013 för att skapa musik på egen hand.
De gjorde TV-debut i Sommarkrysset TV4 24 juni 2017 med "Tårarna i halsen". Den låten hamnade på Digilistans 6:e plats. De har efter sin debut haft flera konserter, bland annat på Gröna Lund och i Furuviksparken. De har även haft en till medverkan i Sommarkrysset TV4 den 22 juni 2019.
Hösten 2019 medverkade de i ett avsnitt av Så mycket bättre i TV4 där de samarbetade med Petter och framförde Orups låt Stockholm. Anledningen till denna medverkan är att Orups son Kid är en av medlemmarna i Tjuvjakt.

## Diskografi

### Studioalbum
| År   | Titel                  | Listplac.     | Information         |
| År   | Titel                  | SWE           | Information         |
| ---- | ---------------------- | ------------- | ------------------- |
| 2016 | Välkommen till Mångata | 19 (3 veckor) | Släppt: 20 maj 2016 |
| 2017 | Pojkvän                | 4 (53 veckor) | Släppt: 9 juni 2017 |
| 2018 | okokokokokokok         | 6 (17 veckor) | Släppt: 1 juni 2018 |

### Singlar
| År   | Titel Album                            | Listplac.      | Information         |
| År   | Titel Album                            | SWE            | Information         |
| ---- | -------------------------------------- | -------------- | ------------------- |
| 2013 | "Tandtråd"                             | 99 (1 vecka)   |                     |
| 2017 | "Tårarna i halsen" Pojkvän             | 6 (31 veckor)  | Släppt: 2 juni 2017 |
| 2017 | "Mittenfingret upp" Pojkvän            | 71 (1 vecka)   |                     |
| 2018 | "G-Unit & Canada Goose" okokokokokokok | 14 (10 veckor) | Släppt: 18 maj 2018 |

## Medlemmar
- Olle Grafström, född år 1993, (2012– ).
- Jesper Swärd, född år 1991, (2012– ).
- Arvid Lundquist, född år 1994, (2012– ).
- Kid Eriksson, född den 5 januari 1992, (2013– ).
- Fredrik "Woodz" Eriksson (2013– ).
- Jonathan Holmquist, född den 20 september 1992, (2012–2013).